# Helga Kreuter-Eggemann
Helga Kreuter-Eggemann, geborene Helga Eggemann, (* 1914; † 16. Februar 1970) war eine deutsche Kunsthistorikerin.

## Leben
Helga Eggemann studierte Kunstgeschichte und wurde 1941 an der Universität Berlin promoviert. Sie war 1941 bis 1944 für den Einsatzstab Reichsleiter Rosenberg beim Kunstraub in Frankreich tätig. Schon während dieser Zeit war sie die Geliebte des Wirtschaftsjuristen Alexander Kreuter, den sie später heiratete. Sie lebte in München und besaß eine Sammlung von gotischen Handschriften, Grafik des französischen Impressionismus sowie Kunstgewerbe des Jugendstils.

## Schriften
- Jacquemart de Hesdin und die Buchmacher am Hofe König Karls V. und des Herzogs von Berry. Berlin 1941 (= Dissertation)
- Evangelium im Bild. Worte aus den Evangelien und ihre Darstellung in der Kunst. Kösel, München 1954
- Das Skizzenbuch des „Jaques Daliwe“. Bruckmann, München 1964